# Gamlingay
Gamlingay är en ort och civil parish i South Cambridgeshire, i Cambridgeshire i England. Folkmängden uppgick till 3 247 invånare 2011, på en yta av 0,91 km². Den har en kyrka.